# Horní Slatina
Horní Slatina là một làng thuộc huyện Jindřichův Hradec, vùng Jihočeský, Cộng hòa Séc.